# Liste des arches naturelles de l'Aveyron

Département de l'Aveyron.

La liste des arches naturelles du département de l'Aveyron recense sous la forme d'un tableau, les arches naturelles connues.
Une arche naturelle, ou un pont naturel, est un objet morphologique présentant un arc rocheux formé naturellement par l'érosion.
La liste des arches naturelles de l'Aveyron est  actualisée fin 2017.
La plus connue des arches naturelles répertoriée dans le département de l'Aveyron pourrait être la porte de Mycènes dans le chaos dolomitique de Montpellier le Vieux (cf. ligne 1 du tableau ci-dessous).

## Aveyron (France)
10 arches sont recensées au 31-12-2017.

## Liste des arches naturelles
Cette liste reprend les arches naturelles situées dans l'Aveyron (France).
| Sites                        | Communes                   | Description                                                                                     | Classement                                                             | Coordonnées                        | Photo                                             |
| ---------------------------- | -------------------------- | ----------------------------------------------------------------------------------------------- | ---------------------------------------------------------------------- | ---------------------------------- | ------------------------------------------------- |
| Trou de la Lune              | La Roque-Sainte-Marguerite | Trou circulaire au sommet d'un rocher du chaos de Montpellier le Vieux, causse Noir (calcaire). | Site classé du chaos de Montpellier le Vieux (décret du 27 mars 1993). | 44° 08′ 13″ N, 3° 12′ 10″ E        | Le trou de la Lune vu du Douminal.                |
| Porte de Mycènes             | La Roque-Sainte-Marguerite | Rochers du chaos de Montpellier le Vieux sur le causse Noir (calcaire).                         | Site classé du chaos de Montpellier le Vieux (décret du 27 mars 1993). | 44° 08′ 13″ N, 3° 12′ 10″ E        | Porte de Mycènes.                                 |
| Arc de Triomphe              | La Roque-Sainte-Marguerite | Rochers du chaos de Montpellier le Vieux sur le causse Noir (calcaire).                         | Site classé du chaos de Montpellier le Vieux (décret du 27 mars 1993). | 44° 08′ 13″ N, 3° 12′ 10″ E        | Arc de triomphe du chaos de Montpellier le Vieux. |
| Arche du Pompidou            | Millau                     | Petite arche du causse du Larzac (calcaire).                                                    |                                                                        | 44° 06′ 22,92″ N, 3° 10′ 57,54″ E  | Arche du Pompidou.                                |
| Arche du Combalou            | Roquefort-sur-Soulzon      | Trou de la Lune visible dans la butte témoin du Combalou (calcaire).                            |                                                                        | 43° 58′ 38,012″ N, 2° 58′ 43,88″ E | Arche du Combalou à Roquefort-sur-Soulzon.        |
| Arche du Valat Nègre         | La Roque-Sainte-Marguerite | Arche du causse Noir (calcaire).                                                                |                                                                        | 44° 07′ 55,8″ N, 3° 11′ 30,7″ E    | Arche du Valat Nègre.                             |
| Porte du Boffi               | Millau                     | Porte rocheuse sur le sentier qui mène à la baume du Boffi sur le causse Noir (calcaire).       |                                                                        | 44° 06′ 41,68″ N, 3° 08′ 51,14″ E  | Porte du Boffi.                                   |
| Arche du Rajal del Gorps     | Millau                     | Arche du chaos dolomitique du Rajal sur le causse du Larzac (calcaire).                         |                                                                        | 44° 03′ 20,8″ N, 3° 07′ 08,48″ E   | Arche du Rajal del Gorps.                         |
| Grotte-tunnel de Pierrefiche | La Roque-Sainte-Marguerite | Cavité traversée par un sentier sur le causse du Larzac (calcaire).                             |                                                                        | 44° 06′ 47,1″ N, 3° 12′ 24,84″ E   | Grotte-tunnel de Pierrefiche.                     |